# Temple de Nandi
Le temple de Nandi (Devanagari: नन्दी मंदिर) est dédié à Nandi ou Nandi Devar (tamil: நந்தி - sanscrit: नंदी) qui est la monture (en sanscrit: vāhana) de Shiva, ainsi que le gardien de la porte de Shiva et de Parvati dans la mythologie hindoue. Il est situé à Khajurâho dans l'état du Madhya Pradesh, en Inde.
L'édifice fait partie du groupe situé à l'Ouest du site du patrimoine mondial de l'UNESCO au titre de l'Ensemble monumental de Khajuraho.
Le temple a été classé « Monument d'Importance nationale » par l'ASI.

## Histoire
Les temples dédié à Shiva et à Parvati ont en commun de présenter des statues de pierre de Nandi faisant face à Shiva. Le taureau est généralement représenté couché devant l'entrée des temples dédiés au dieu. 
Le taureau placé ainsi, peut intercéder auprès du dieu. Les dévots adressent leur demande à l'oreille de Nandi et comme il est situé face à Shiva, il lui transmet la supplique du shivaïte. 
A Khajurâho, conformément à la tradition, le temple de Nandi est donc situé en face d'un temple dédié à Shiva, le temple de Vishvanatha.

## Description
Le temple est de taille modeste et de plan rectangulaire (chabutara). La structure principale est une combinaison de croix et de rectangles, où le rectangle forme le sanctuaire et les croix forment les quatre balcons (un de chaque côté). Le dôme est soutenu par des pilastres.
A l'intérieur, la statue du taureau mesure 2,2 m de long et 1,8 m de haut.
Des sculptures « érotiques » de couple sont également visible sur le toit, ainsi que la représentation de Shiva avec son trident sur l'épaule droite et le serpent Nâga sur l'épaule gauche.

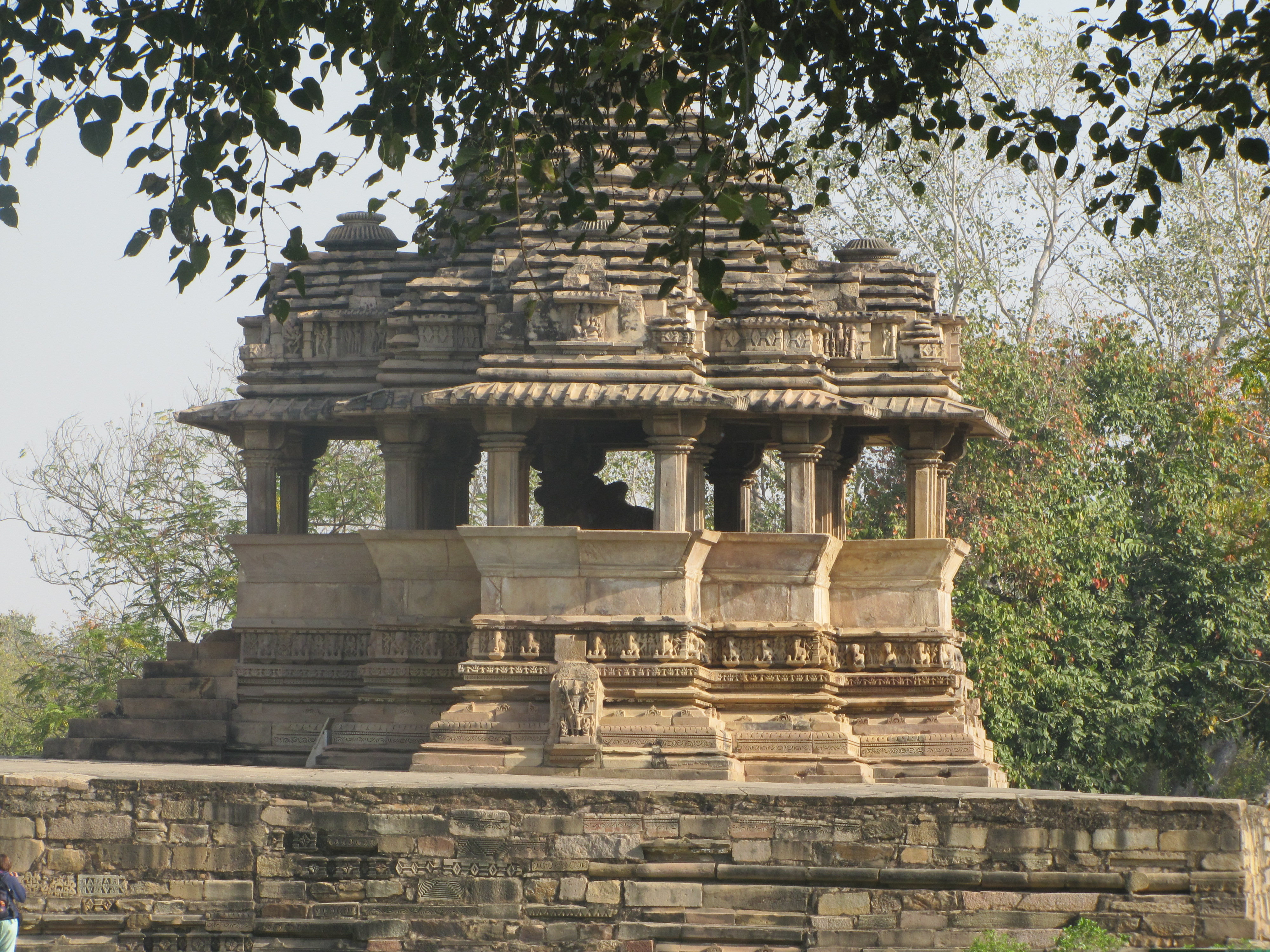
Le temple Nandi
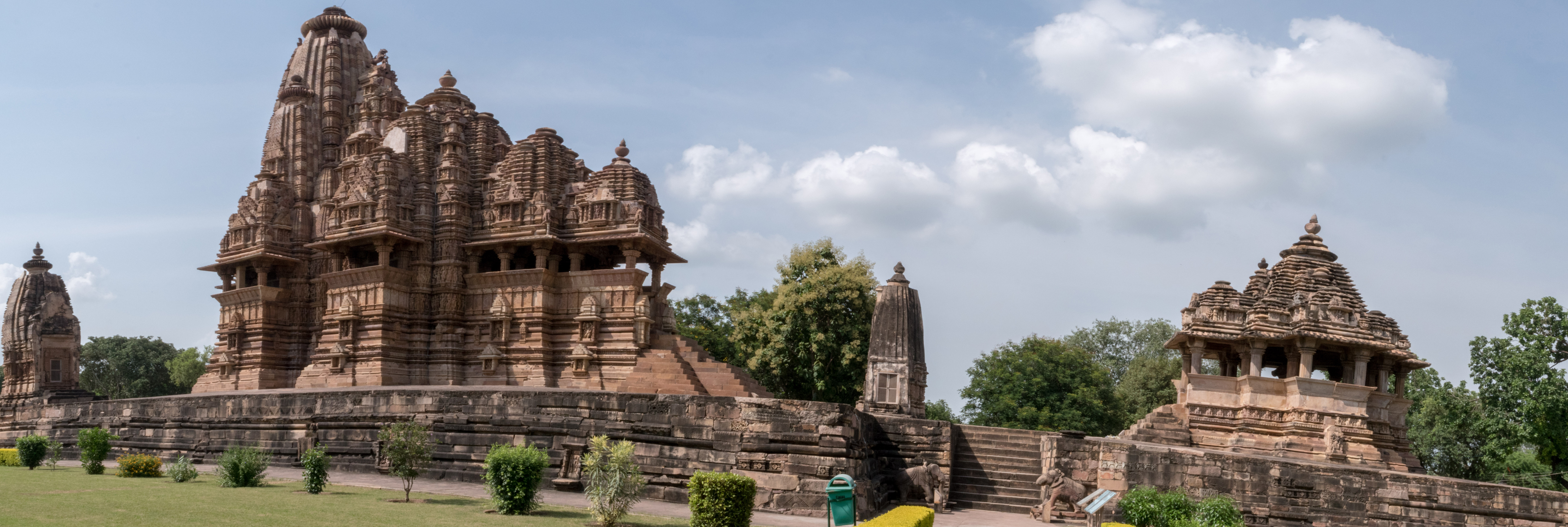
Le temple Vishvanatha face au Nandi
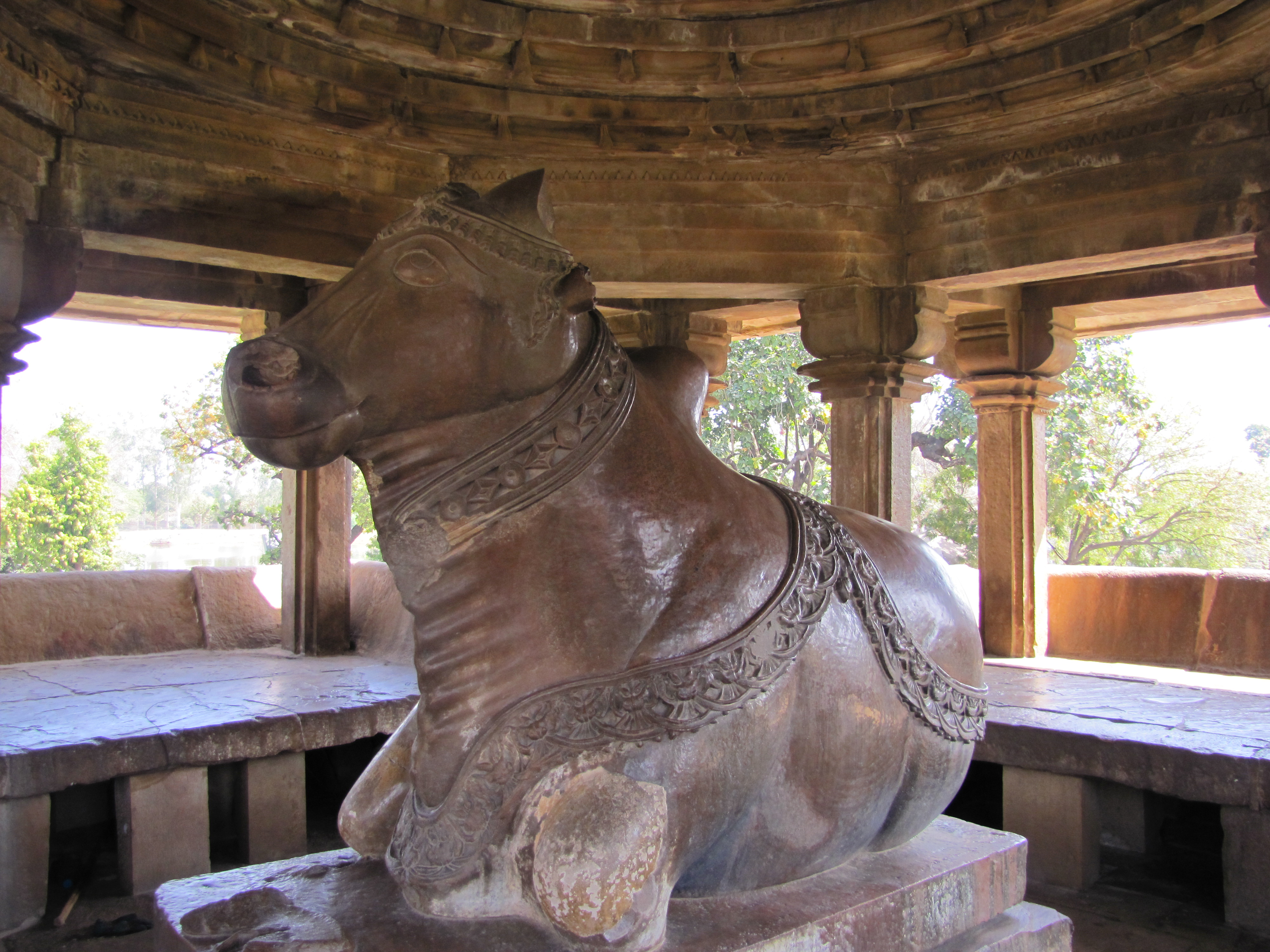
Le taureau Nandi